# 帕高·拉巴納
弗朗西斯科·拉巴纳达·奎尔沃（法語：Francisco Rabaneda Cuervo，1984年2月18日—2023年2月3日），常用名帕高·拉巴纳（Paco Rabanne，法語：[pako ʁaban]，西班牙語：[ˈpako raˈβan]），西班牙时装设计师，成名于1960年代，因喜欢使用金属、塑料等非传统材料设计服装而被称为“令人头疼的天才”，又常在设计中融入未来元素而形成太空时代风格。他曾与多家时尚公司合作， 涉足领域包括表演服装及电影服装等，并获得过法國榮譽軍團勳章等多个奖项。
除服装设计外，拉巴纳的香水设计也颇为著名，由他设计的几款香水曾获得巨大成功。

## 早年经历
拉巴纳出生于西班牙的帕萨赫斯，父亲曾是内战时期共和派军队的一名上校，后被弗朗西斯科主义军队处决；母亲则是克里斯托瓦爾·巴倫西亞加在多诺斯蒂亚创办的第一家时装店的首席裁缝，巴伦西亚加创立巴黎世家后，于1939年带着拉巴纳一家搬到了法国。1950年代中叶，拉巴纳在国立高等美术学院学习建筑的同时为迪奥和纪梵希等公司以及设计师查李斯·佐敦设计草图。但拉巴纳毕业后并未立即进入这些公司，而是用了将近十年为钢筋混凝土开发商奥古斯特·佩雷工作。

## 职业生涯

### 时装

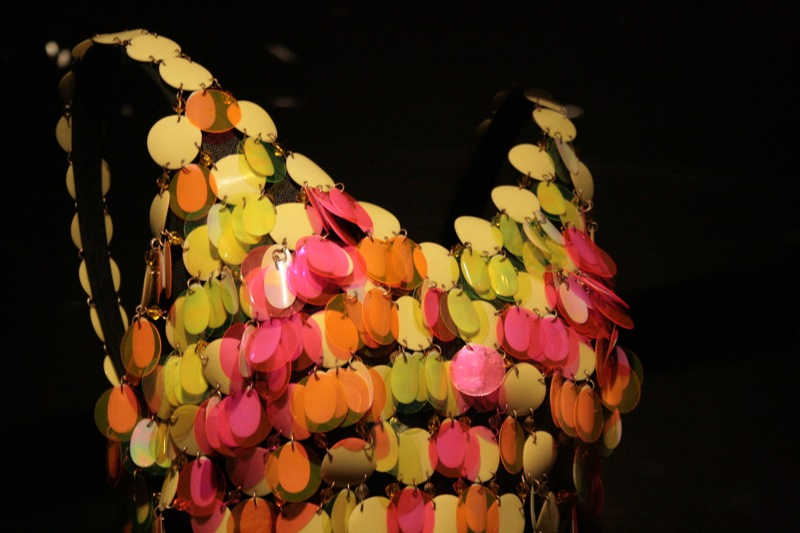
1967年拉巴纳用金属设计的泳装

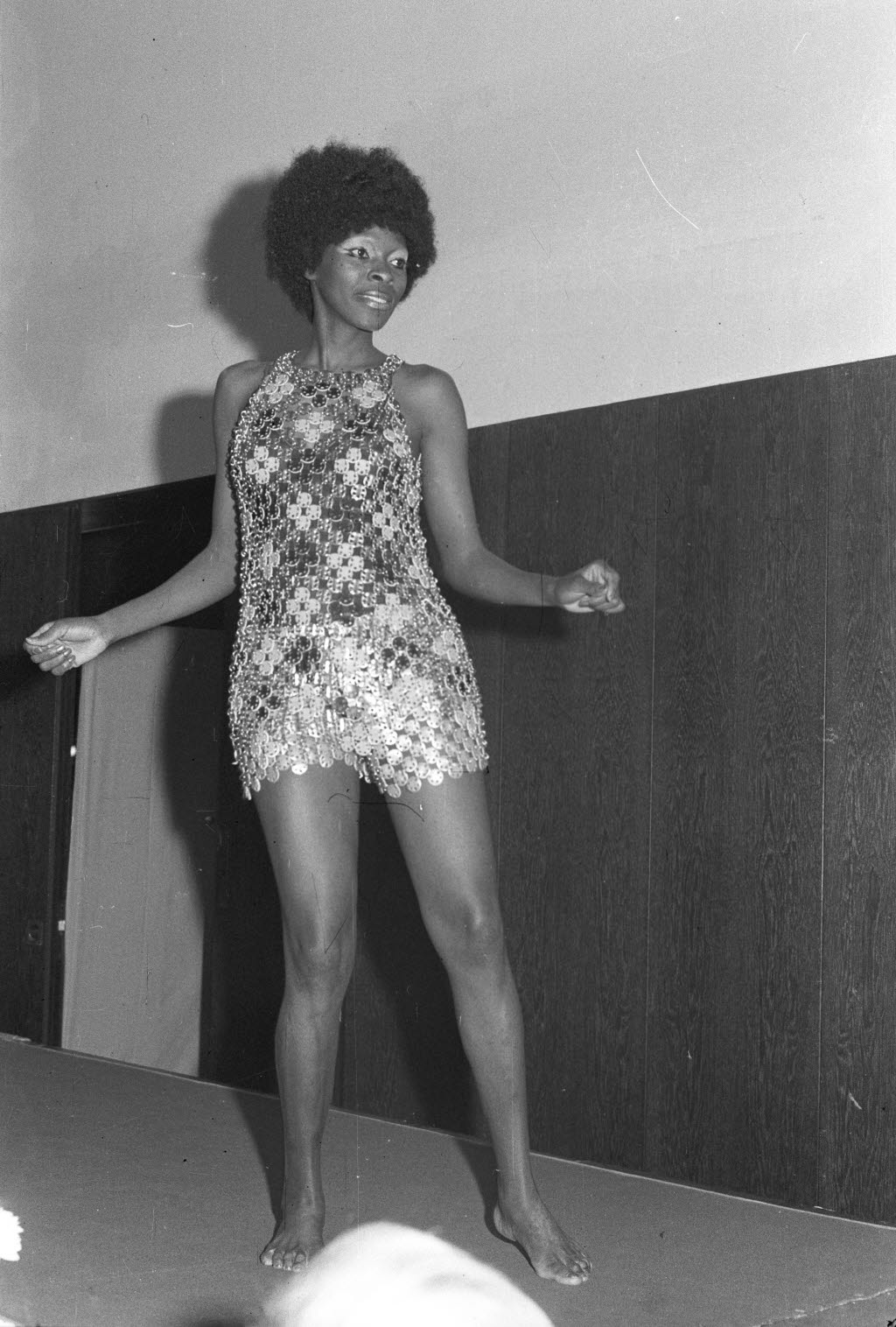
1971年德国时装秀上拉巴纳的作品

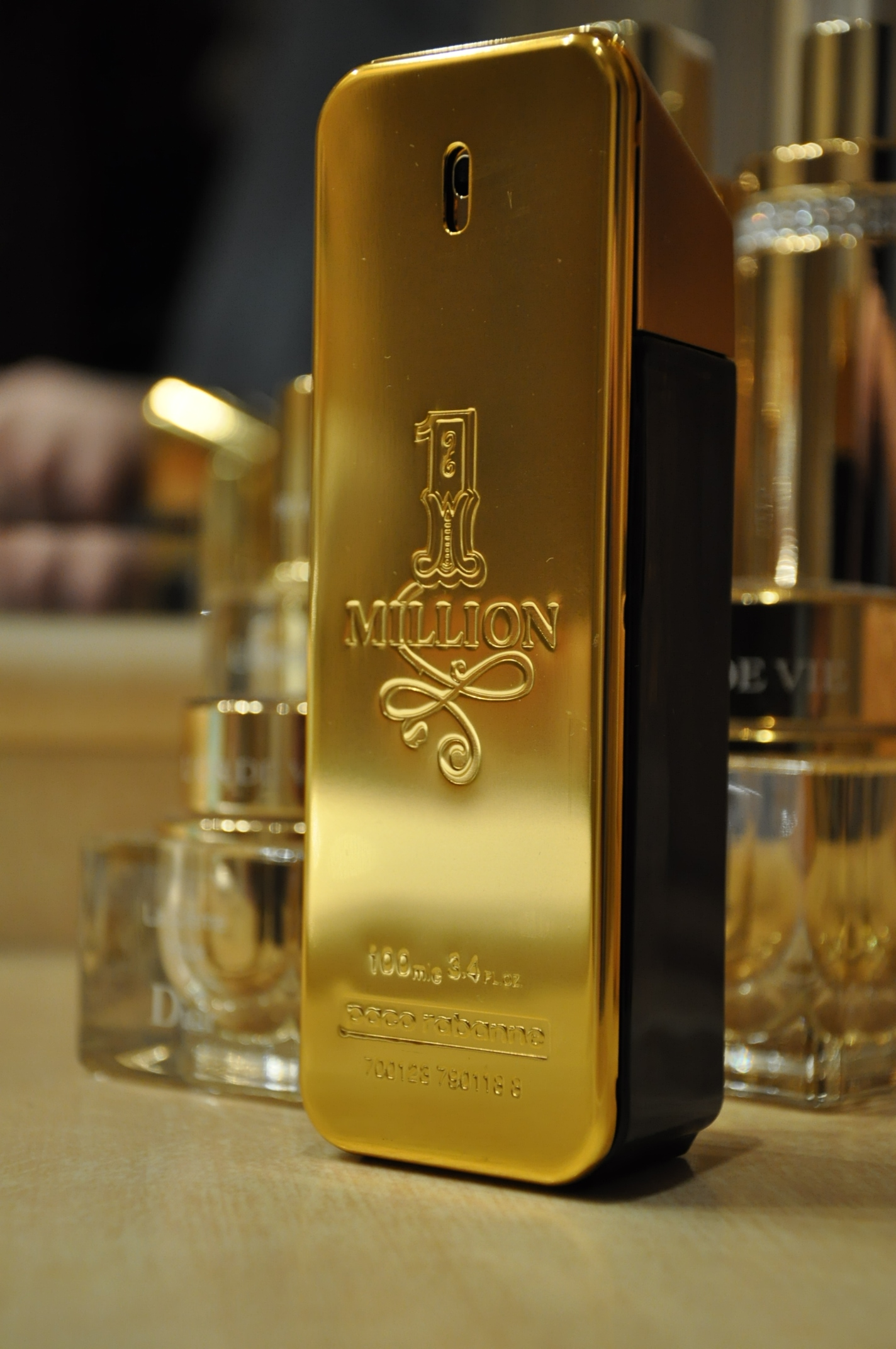
拉巴纳设计的香水喷雾

拉巴纳最初主要为纪梵希、迪奥及巴黎世家等设计珠宝，其后在1966年创立了自己的时装公司。他喜欢使用金属、纸张、塑料等非传统材料进行设计，风格较为怪异及艳丽，他于1966年首次以自身名义推出了12件设计作品，并在标签上“声明”这些服装“不适合当代人穿着”。虽然拉巴纳否认自己是一个未来主义者，但他最著名的具有“太空时代”风味的设计风格仍被认为给时装行业引入了未来元素，《人物》杂志记者赫蒂·菲利普斯则认为这种设计风格给时装行业带来了“翻天覆地的变化”。
拉巴纳设计的标志性绿裙及一些表演服装也非常闻名，这些服装曾于1968年的科幻电影《太空英雌巴巴麗娜》中由珍·芳達使用。歌手米蓮·法莫在制作完1996年巡演专辑后举办音乐会时，也曾聘请拉巴纳为她设计舞台服装。同时，创作歌手馮絲華·哈蒂也非常热爱拉巴纳的设计。
1966年，拉巴纳被女裝日報、伊迪·塞奇威克、皮爾·卡登、簡·霍爾澤、鲁迪·简莱什、安德烈·庫雷熱、伊曼纽尔·温加罗、伊夫·圣洛朗、玛丽·奎恩特等时尚界媒体及人物称为“时尚界的革命性人物。
2010年11月，法国文化部部长弗雷德里克·密特朗向拉巴纳颁发荣誉军团勋章，并特别赞扬了他的早期工作以及1966年的12件处女作。

### 香水
1968年，拉巴纳开始与香水公司普伊格合作，其设计的香水最终获普伊格上市。拉巴纳设计的首款香水于1969年发布，1976年，普伊格在法国沙特尔开设了一家分工厂。1980年代，巴黎一名法官宣布由拉巴纳设计的一款男士香水在巴黎的品牌注册无效，理由是虽然该品牌曾在巴黎投放大量广告，亦具有相当程度的知名度，但从未在巴黎正式上市，并称由于普伊格无法出具进口税的支付凭证，有理由怀疑巴黎本地的经销商存在走私行为。1994年，拉巴纳首次以个人名义发布了一款名为XS的香水。2008年，拉巴纳参与设计的最后一款香水发布，这款香水被认为是世界上最受欢迎的香水品牌之一，截止2023年，这种香水仍在市面上大量存在 。2023年6月28日起，该品牌香水的商品信息不再显示“帕高”，改为只显示“拉巴纳”。

## 其他
1994年，拉巴纳出版了一本时尚书籍。
2005年，拉巴纳于莫斯科举行首次草图展览，并表示办展原因是考虑到自己已经72岁，想在“从地球消失前”让人们看看他的这些作品，他还称此前这些作品只在30年前给鼓励自己坚持下去的萨尔瓦多·达利看过。其中一幅黑白草图描绘了一个小孩放飞一只鸽子及一个白色气球的画面，拉巴纳表示这是受到别斯兰人质危机纪念活动激发后所作。拉巴纳还提出希望把展览收入捐赠给别斯兰的妇女。
2006年，拉巴纳访问了乌克兰的基辅。他向乌克兰人民对橙色革命带来的变化进行了总结，并表示乌克兰让他想起了曾看见过的一朵正在形成花瓣的花 。
拉巴纳还在巴黎的蒙田大街设有工作室。2011年，馬尼什·阿羅拉被聘为拉巴纳男士服装店的首席设计师，次年被一名德国女设计师代替。2013年年中，曾任职于巴黎世家的比利时设计师朱利安·多塞纳（Julien Dossena ）被任命为拉巴纳女士服装店的创意总监，其设计后来获得评论界称赞。2016年1月，随着十多年前开设的一家商店关闭，拉巴纳在巴黎创办了一家新店。
拉巴纳还设计过一款背包，曾被日本服饰品牌Comme des Garçons重新设计。

## 个人生活
拉巴纳经常在公众面前发表离奇言论。他曾表示自己有过数次生命，包括说自己曾是路易十五时代的娼妓、结识过耶稣、三次看见上帝、接受过外星生命的拜访以及是图坦卡蒙的谋杀者等，还宣称自己已经75,000岁。
1999年，拉巴纳宣称他曾在70岁时看到巴黎人在火焰之中投入塞纳河，经过研究其他 相似预兆后，他得出结论认为和平号空间站将于1999年8月11日日食的时候毁灭，其碎片将在巴黎及热尔省地区造成大量人员死亡，其后他又在1999年5月10日表示，若和平号空间站未在8月11日毁灭，他将不再作出任何预言，但后来又表示得到了圣母玛利亚的指示，让他他继续预测未来。
2023年2月3日，拉巴纳在法国普卢达尔梅佐的家中去世。